# Administración oral

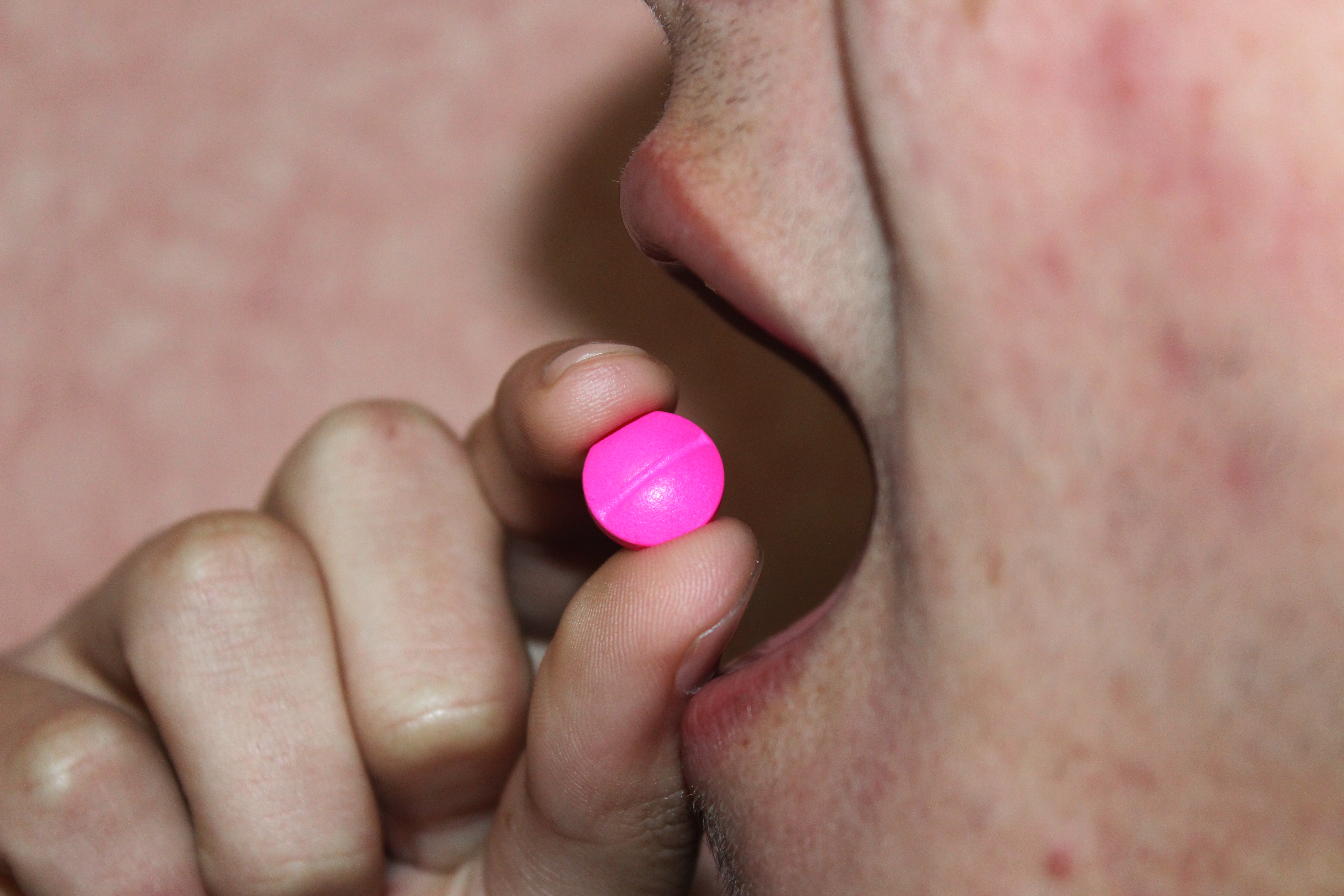
Administración oral de una píldora.

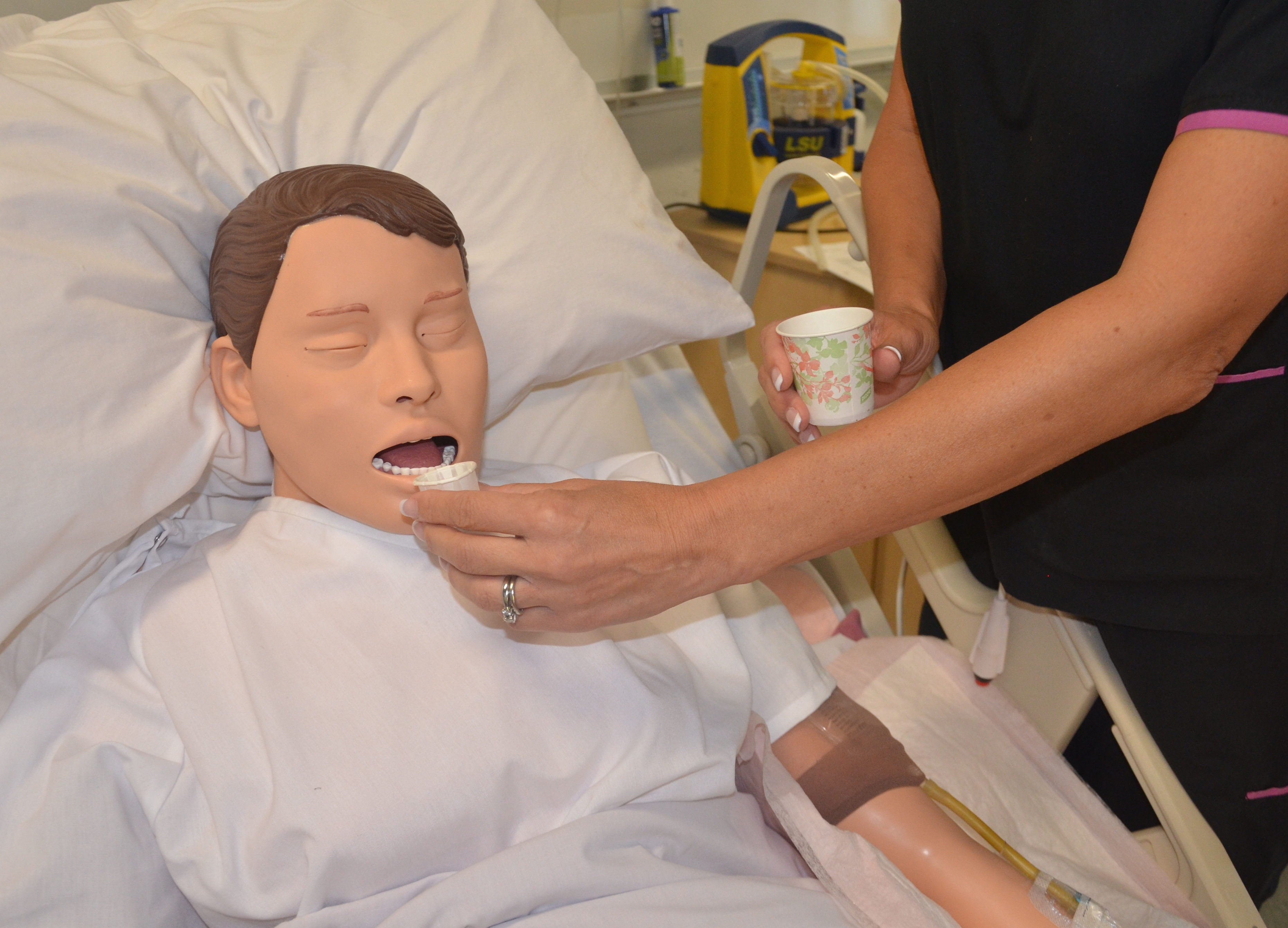
Un profesional de la salud demuestra cómo ofrecer medicación oral a un muñeco.

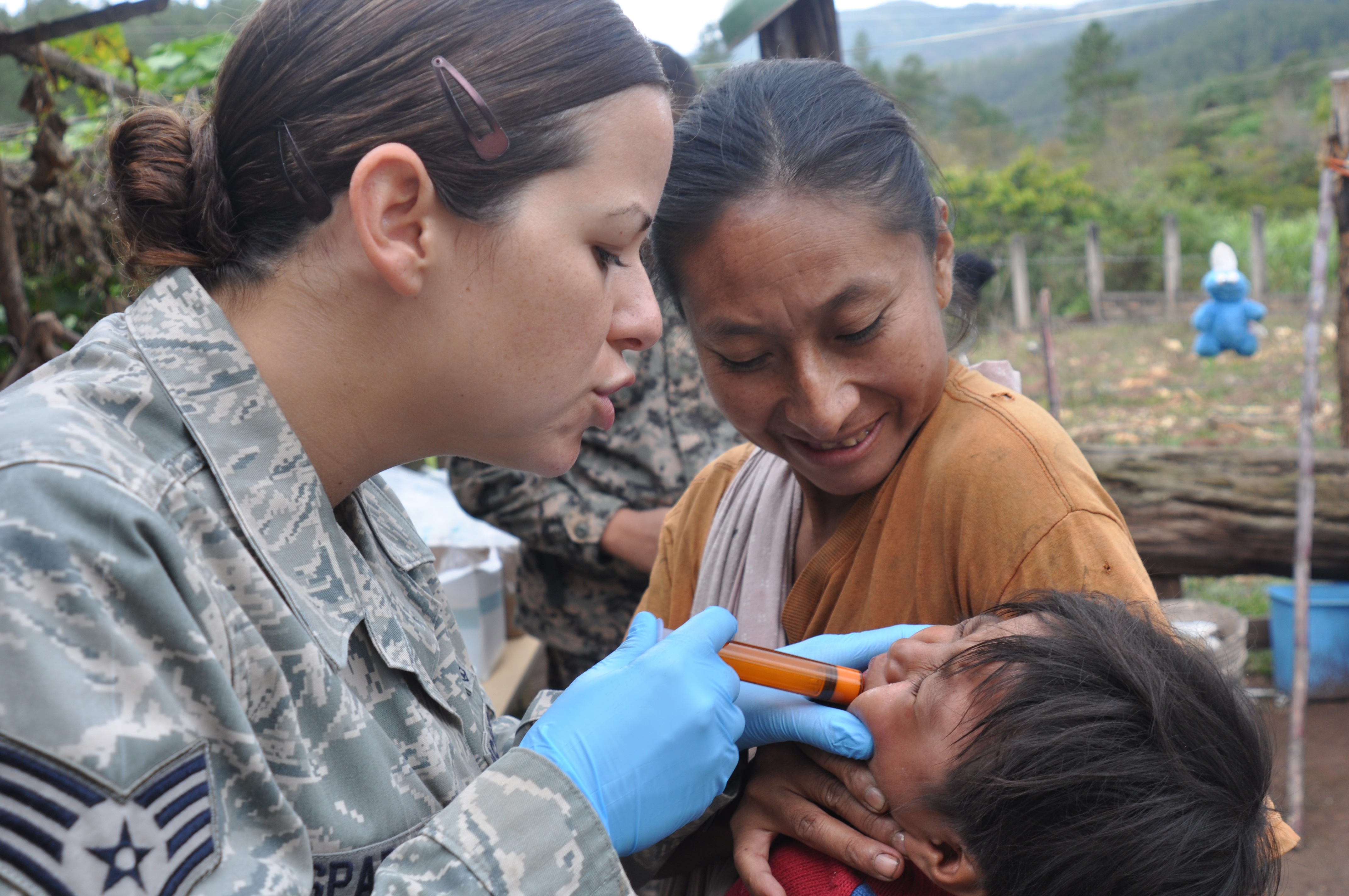
Administración oral de un líquido.

La administración oral es una vía de administración mediante la cual una sustancia se toma por la boca, se traga y luego se procesa a través del sistema digestivo. Esta es una vía de administración común para muchos medicamentos.
La administración oral puede ser más fácil y menos dolorosa que otras vías de administración, como la inyección. Sin embargo, el inicio de acción es relativamente bajo y la eficacia se reduce si no se absorbe adecuadamente en el sistema digestivo o si las enzimas digestivas lo descomponen antes de que pueda llegar al torrente sanguíneo. Algunos medicamentos pueden causar efectos secundarios gastrointestinales, como náuseas o vómitos, cuando se toman por vía oral. La administración oral también solo puede aplicarse a pacientes conscientes y pacientes capaces de tragar.

## Terminología
Per os es una frase adverbial que significa literalmente del latín "a través de la boca" o "por la boca". La expresión peroral se utiliza en medicina para describir un tratamiento que se toma por vía oral (pero no se utiliza en la boca como, por ejemplo, la profilaxis de caries).

## Alcance
La administración enteral incluye:
- Bucal, disuelto dentro de la mejilla.
- Sublabial, disuelto debajo del labio.
- Administración sublingual (SL), disuelta debajo de la lengua, pero debido a su rápida absorción muchos consideran a la SL una vía parenteral.
- Oral (VO), comprimido, cápsula o líquido ingerido

Los medicamentos enterales vienen en varias formas, incluidas formas de dosificación sólida oral (OSD):
- Comprimidos para tragar, masticar o disolver en agua o debajo de la lengua.
- Cápsulas y cápsulas masticables (con un recubrimiento que se disuelve en el estómago o el intestino para liberar allí el medicamento)
- Tabletas y cápsulas de liberación prolongada o sostenida (que liberan el medicamento gradualmente)
- Polvos o gránulos

y formas de dosificación líquidas orales:
- Tés
- Gotas
- Medicamentos líquidos o jarabes

## Métodos facilitadores
La ingestión concomitante de agua facilita la deglución de comprimidos y cápsulas. Si la sustancia tiene un sabor desagradable, agregarle un sabor puede facilitar la ingestión. Las sustancias nocivas para los dientes se administran preferentemente a través de una pajita.